# Мурешеній-Биргеулуй
Мурешеній-Биргеулуй (рум. Mureșenii Bârgăului) — село у повіті Бистриця-Несеуд в Румунії. Входить до складу комуни Тіха-Биргеулуй.
Село розташоване на відстані 322 км на північ від Бухареста, 28 км на схід від Бистриці, 107 км на північний схід від Клуж-Напоки.

## Населення
За даними перепису населення 2002 року у селі проживали 1657 осіб, з них 1653 особи (99,8%) румунів. Рідною мовою 1653 особи (99,8%) назвали румунську.